# Кулди
Кулди — общины монахов-аскетов (иногда отшельников), существовавшие в Шотландии и Ирландии в раннем Средневековье. Упоминания о них в рукописных источниках встречаются с начала IX века.
История общин кулди является одним из наиболее спорных и дискуссионных вопросов в истории европейского христианства. На сегодняшний день среди историков и религиоведов достигнуто согласие лишь в отношении того, что такие общины действительно существовали, а также что они отделялись от основой массы верующих, живя в закрытых сообществах (отдельные монахи могли уходить в отшельничество), и посвящали свою жизнь исключительно религии. Также считается, что, несмотря на фактическое соответствие их образа жизни монашескому, они не принимали монашеского пострига. Этимология слова кулди, доктрина и какие-либо уставы и правила их сообществ остаются неизвестными по сей день.
Среди английских протестантских авторов начиная с первой половины XVI века была распространена «идеализация» кулди, которых они считали исповедовавшими «древнее» христианство, не имевшее влияния Римско-католической церкви, поскольку они якобы являлись прямыми потомками самых первых христиан Британии, появившихся ещё в римские времена, и впоследствии развивались изолированно от европейской христианской церкви. Такие взгляды имели хождение до XIX века, но затем были оспорены многими историками церкви.